# Signifer
Nell'Esercito Romano, Signifer (detto, in italiano, signifero o vessillifero) era il nome con cui genericamente si indicavano i portatori di insegne (signa). Queste erano costituite, in genere, da oggetti metallici che riproducevano vari simboli magici, religiosi, o onorifici, montati su aste che venivano alzate e tenute in mano dai portatori di insegna in modo che fossero ben visibili. Il Signifer faceva parte di quel ristretto gruppo di Sottufficiali chiamati Principales.

## Ruolo
Il loro ruolo era estremamente importante durante le battaglie, poiché costituivano un punto di riferimento visibile per i semplici soldati, dietro il quale la centuria trovava la sua unità e lo slancio per condurre l'attacco. Il signifer, per l'importante ruolo che ricopriva, costituiva però anche per il nemico un significato importante; era infatti un bersaglio assai ambito, visto che al termine delle battaglie si contavano i signa sottratti alle armate romane. Vi è da aggiungere che Cesare sceglieva solitamente tra i signiferi i migliori uomini di truppa, per abilità nel combattimento, carisma e forza fisica, chiamati antesignani, proprio perché si ponevano di fronte al nemico a protezione delle insegne (ante-signa). In seguito tale termine ebbe il significato di "soldato scelto", destinato a combattere in prima fila, a fianco del proprio centurione.
Polibio scrive che al tempo della seconda guerra punica vi erano due signiferi per ciascun manipolo, scelti dal centurio prior. Dovevano pertanto essere forti e valorosi.
Facevano inoltre parte di quella categoria di soldati chiamati immunes, ossia esentati dal dover svolgere certi servizi o compiti di "routine", spesso "pesanti". Avevano anche una funzione amministrativa all'interno dell'organizzazione militare romana, in epoca imperiale a partire da Augusto. A loro era, infatti, affidato l'aerarium militare nei forti ausiliari permanenti (castra stativa).
Per via dell'importanza che l'insegna aveva all'interno dell'unità militare, sia per ragioni tattiche che simboliche (la perdita dell'aquila era un gravissimo disonore che poteva portare allo scioglimento di una legione), il signifer era un soldato scelto di comprovato valore e coraggio che veniva di solito schierato nelle primissime file con il compito di "resistere" alla posizione assegnata più fermamente di tutti.

## Tipologia insegne esignifer
Le insegne potevano essere di molti tipi e la più comune era quella che semplicemente identificava l'unità base che poteva essere la coorte, il manipolo o addirittura la centuria. Il tipo di insegna certamente più celebre è l'aquila, di solito una per legione. Il signifer, che la portava con grande onore essendo questa una delle insegne sacre, veniva identificato con il titolo di Aquilifer.
Altri tipi di signifer sono l΄Imaginifer che portava l΄imago, ossia l'immagine dell'imperatore, o il Vexillifer che portava il Vexillum che era un'insegna di cui non si conosce esattamente la funzione, e si pensa potesse rappresentare, in epoca imperiale e tardo-imperiale, distaccamenti chiamati Vexillationes, oppure costituire simboli magici come quello della dea Nike. Come per la maggior parte dei ruoli chiave dell'organizzazione militare romana, sono attestati portainsegne anche per le unità ausiliarie sebbene di minore importanza.

## Uniforme

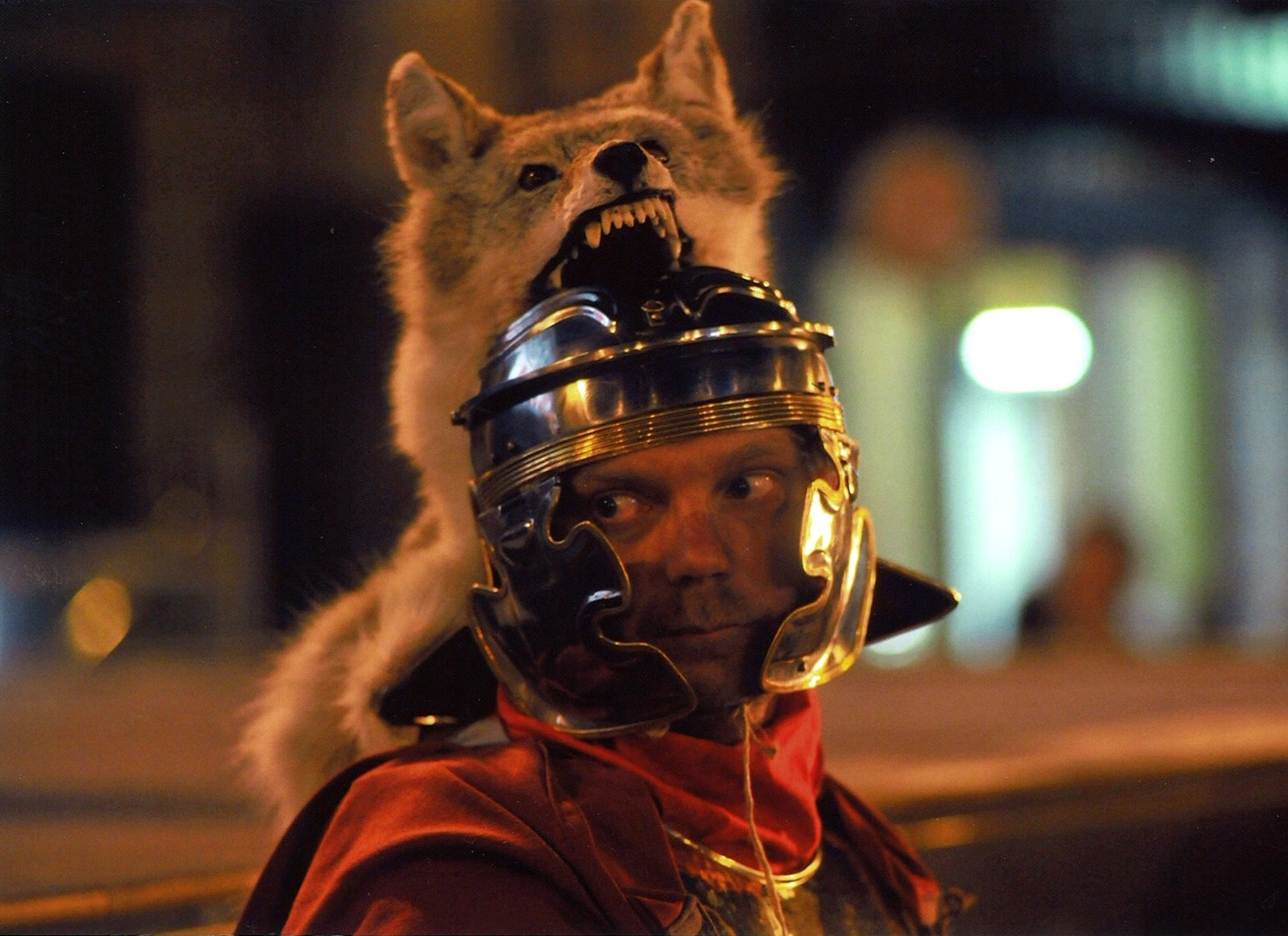
Signifero al Venerdì Santo a Romagnano Sesia

Dal punto di vista uniformologico sembrerebbe che il Signifer sia una delle pochissime unità romane ad avere due ben precisi elementi che lo contraddistinguevano: il parma o parmula, un piccolo scudo rotondo, e una pelle di animale che lo copriva dal capo in presenza o meno di un elmo. Non è chiaro da dove nacque questa tradizione, ma di certo questa usanza permetteva ai Signiferi di avere un aspetto impressionante.
Non è nemmeno chiaro se vi fossero regole sul tipo di animale da usare; stando alle raffigurazioni sembra che fossero usati animali come leoni, leopardi, orsi e lupi dei luoghi dove i romani erano presenti. Per esempio sembrano numerose le raffigurazioni di Signifer Pretoriani coperti con pelli di leoni, mentre per i Legionari sembrano più comuni pellicce di lupi ed orsi, ma senza una logica apparente.